# Gabe Kapler
Pour les articles homonymes, voir Kapler.
Gabriel Stefan Kapler, né le 31 août 1975 à Hollywood (Californie), est un voltigeur de baseball qui joue en Ligue majeure de 1998 à 2010.
Le 30 octobre 2017, il est nommé gérant des Phillies de Philadelphie.

## Carrière

### Joueur
Après des études secondaires à la Taft High School de Woodland Hills (Californie), Gabe Kapler suit des études supérieures au Moorpark College. Il est repêché le 1er juin 1995 par les Tigers de Détroit.
En Ligue majeure, il porte successivement les couleurs des Tigers de Détroit (1998–1999), des Rangers du Texas (2000–2002), des Rockies du Colorado (2002–2003), des Red Sox de Boston (2003–2004 / 2005–2006), des Brewers de Milwaukee (2008) puis des Rays de Tampa Bay (2009-2010). Il rejoint les Rays le 12 janvier 2009.
En décembre 2006, le joueur des Red Sox annonce sa retraite de joueur et dirige en 2007 le Greenville Drive, club-école de niveau A de la franchise dans la South Atlantic League. Il revient au jeu en 2008.

### Médias
Après sa carrière de joueur, Kapler est analyste à Fox Sports, où il est reconnu pour son compréhension des concepts sabermétriques.

### Dirigeant
En novembre 2014, Kapler est nommé directeur du développement des joueurs chez les Dodgers de Los Angeles.

### Entraîneur
En 2012, Kapler est l'un des instructeurs de l'équipe d'Israël durant les qualifications pour la Classique mondiale de baseball 2013.
Le 30 octobre 2017, Gabe Kapler est nommé gérant des Phillies de Philadelphie. Âgé de 42 ans, il succède à Pete Mackanin et devient le 54e homme à occuper ce poste dans l'histoire du club.

## Statistiques
| Saison | Équipe    | G    | AB   | R   | H   | 2B  | 3B | HR | RBI | SB | BA    |
| ------ | --------- | ---- | ---- | --- | --- | --- | -- | -- | --- | -- | ----- |
| 1998   | Détroit   | 7    | 25   | 3   | 5   | 0   | 1  | 0  | 0   | 2  | 0,200 |
| 1999   | Détroit   | 130  | 416  | 60  | 102 | 22  | 4  | 18 | 49  | 11 | 0,245 |
| 2000   | Texas     | 116  | 444  | 59  | 134 | 32  | 1  | 14 | 66  | 8  | 0,302 |
| 2001   | Texas     | 134  | 483  | 77  | 129 | 29  | 1  | 17 | 72  | 23 | 0,267 |
| 2002   | Texas     | 72   | 196  | 25  | 51  | 12  | 1  | 0  | 17  | 5  | 0,260 |
| 2002   | Colorado  | 40   | 119  | 12  | 37  | 4   | 3  | 2  | 17  | 6  | 0,311 |
| 2003   | Colorado  | 39   | 67   | 10  | 15  | 2   | 0  | 0  | 4   | 2  | 0,224 |
| 2003   | Boston    | 68   | 158  | 29  | 46  | 11  | 1  | 4  | 23  | 4  | 0,291 |
| 2004   | Boston    | 136  | 290  | 51  | 79  | 14  | 1  | 6  | 33  | 5  | 0,272 |
| 2005   | Boston    | 36   | 97   | 15  | 24  | 7   | 0  | 1  | 9   | 1  | 0,247 |
| 2006   | Boston    | 72   | 130  | 21  | 33  | 7   | 0  | 2  | 12  | 2  | 0,254 |
| 2008   | Milwaukee | 96   | 229  | 36  | 69  | 17  | 2  | 8  | 38  | 3  | 0,301 |
| 2009   | Tampa Bay | 99   | 205  | 26  | 49  | 15  | 1  | 8  | 32  | 5  | 0,305 |
| 2010   | Tampa Bay | 59   | 124  | 19  | 26  | 4   | 0  | 2  | 14  | 1  | 0,210 |
| Totaux | Totaux    | 1104 | 2983 | 443 | 799 | 176 | 16 | 82 | 386 | 77 | 0,268 |

| Saison | Équipe | G  | AB | R | H | 2B | 3B | HR | RBI | SB | BA    |
| ------ | ------ | -- | -- | - | - | -- | -- | -- | --- | -- | ----- |
| 2003   | Boston | 7  | 17 | 0 | 1 | 0  | 0  | 0  | 0   | 0  | 0,059 |
| 2004   | Boston | 8  | 10 | 2 | 2 | 0  | 0  | 0  | 0   | 0  | 0,290 |
| Totaux | Totaux | 15 | 27 | 2 | 3 | 0  | 0  | 0  | 0   | 0  | 0,111 |

Note : G = Matches joués ; AB = Passages au bâton; R = Points ; H = Coups sûrs ; 2B = Doubles ; 3B = Triples ; 
HR = Coup de circuit ; RBI = Points produits ; SB = Buts volés ; BA = Moyenne au bâton.